# Mercat de la Independència
El Mercat de la Independència és el mercat central de Terrassa, tradicionalment el més important. Ocupa tota una illa de cases triangular que dona al Raval de Montserrat (on hi ha l'entrada principal), la Rambla d'Ègara i el carrer de la Goleta. Es tracta d'un edifici modernista, obra dels arquitectes municipals Antoni Pascual i Carretero (entre 1904 i 1906) i Melcior Vinyals i Muñoz, a partir d'aquell any i fins al 1908, en què es va inaugurar.

## Edifici
Té planta de tres naus en forma de ventall i de mida desigual (de 70, 65 i 28 m de llarg respectivament), que s'uneixen sota una gran lluerna. Té una superfície d'uns 3.400 m² a la planta principal i uns 1.500 m² a la planta subterrània, originàriament destinada a les cavalleries i actualment zona de serveis; la disposició en dues plantes s'explica pel desnivell existent entre el Raval i la Rambla. La seva estructura està formada per 50 columnes de ferro colat que aguanten una coberta que afavoreix l'entrada de la llum natural a través de 4.000 claraboies de vidre. Es tracta de l'estructura de ferro més gran de la ciutat, un concepte molt innovador a l'època de la construcció de l'edifici, ja que aleshores el ferro tan sols s'utilitzava com a element decoratiu.

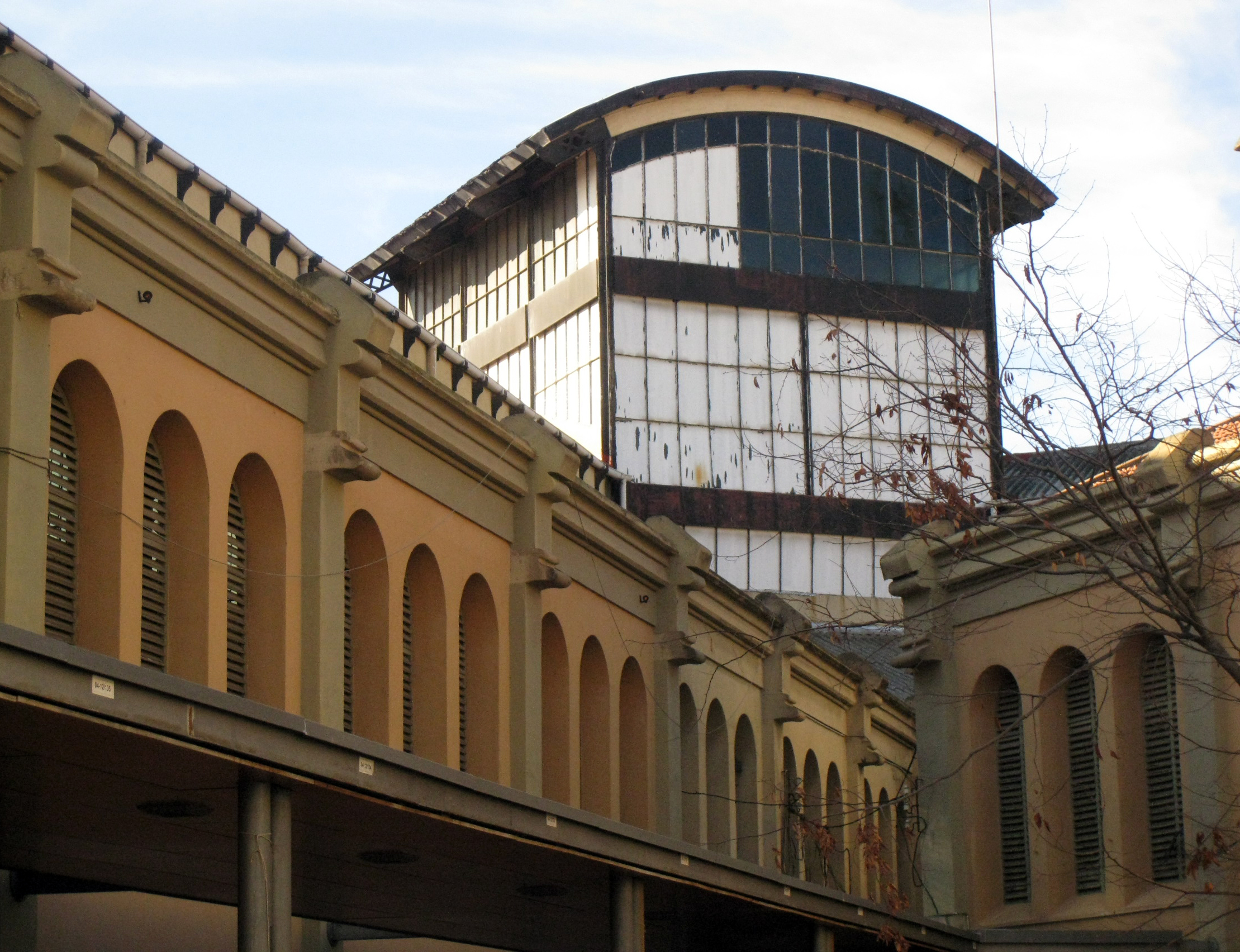
Lluerna central

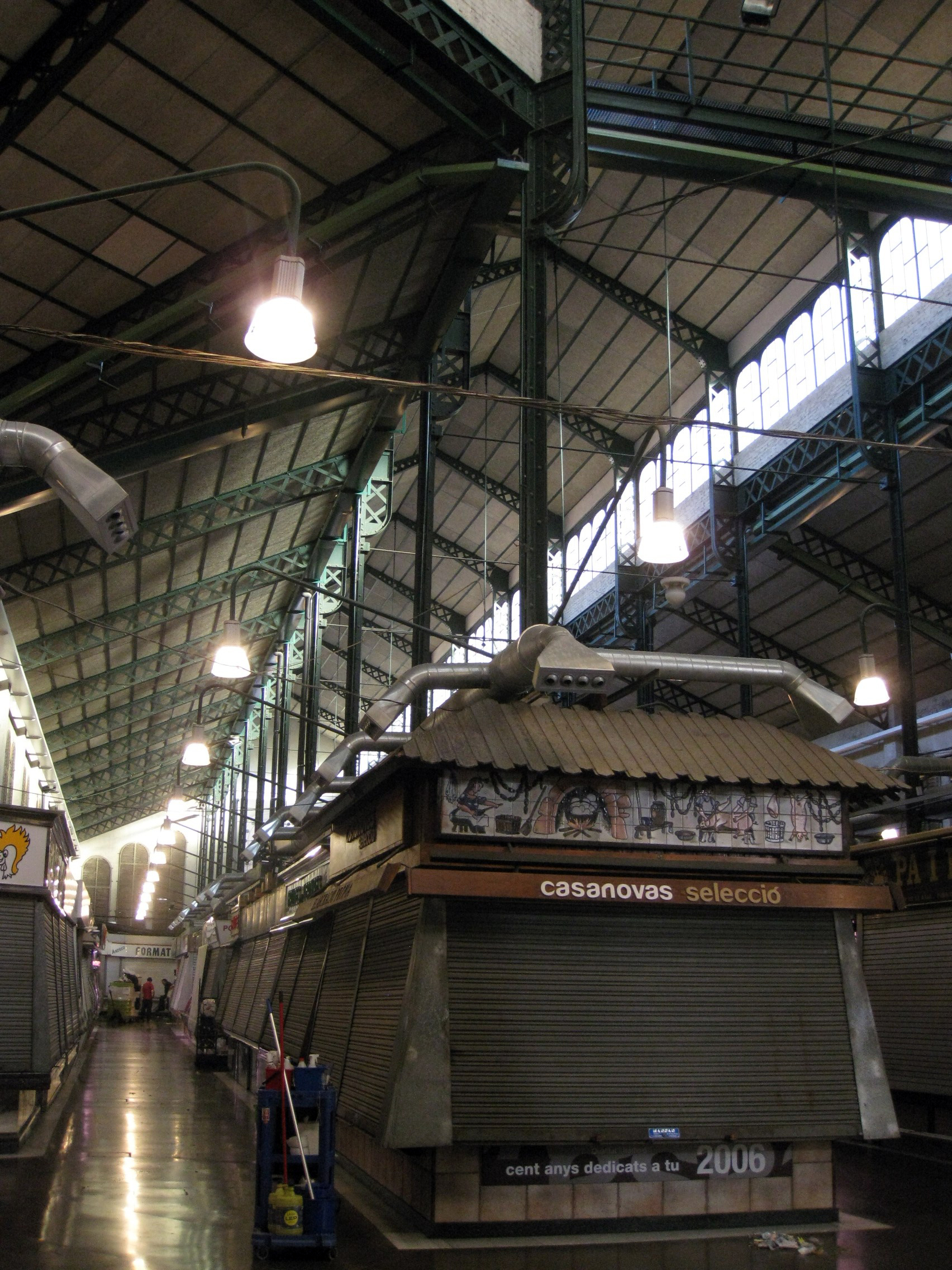
Interior del mercat

De les tres naus, l'ala petita es destina bàsicament a la venda de peix i pesca salada, mentre que a les altres dues hi ha parades de carn, fruita, verdura, espècies, llegums, queviures, autoservei i restauració.

## Nom del mercat
El seu nom commemora el centenari de l'inici de la Guerra del Francès, coneguda també com la Guerra de la Independència espanyola, el 1808, si bé s'havia proposat dir-ne també «Mercat de la Llibertat». Una placa vora l'entrada principal ho evoca: «1808 homenatge a Sagrera Vinyals Viver i altres ciutadans que se sacrificaren per la independència de la pàtria. Terrassa, en el primer centenari, 1908.»

## Història
A Terrassa ja hi ha documentada l'existència de mercat l'any 1207, que tenia lloc a la plaça Major (avui anomenada plaça Vella). Com que amb el pas dels anys les parades ja no cabien a la plaça, es va decidir construir un edifici permanent on posar el mercat. L'acord fou pres pel consistori l'11 de novembre de 1896 i es va decidir situar-lo a l'emplaçament de l'antic Hospital de Sant Llàtzer, que es va començar a enderrocar el 30 d'octubre de 1898. La primera pedra del nou mercat es va col·locar el 4 de juliol de 1904 amb motiu de la Festa Major i es va inaugurar el 14 de novembre de 1908.
Des de la seva inauguració, l'edifici ha sofert algunes reformes i obres de restauració, especialment el 1985 i 1998, any aquest darrer en què es va construir també un pàrquing adjacent per facilitar-hi l'accés.